# Тополовец (община Кула)
Вижте пояснителната страница за други значения на Тополовец.
 Тази статия е за селото в община Кула.  За селото в община Ружинци вижте Тополовец (община Ружинци).  
Тополо̀вец е село в Северозападна България. То се намира в община Кула, област Видин.

## История
В района на c. Тополовец е разположен в изключително красива местност. На землищната граница със с. Дружба и разстояние около 3 км от с. Тополовец (достижимо с автомобил) е разположена пещерата „Въркан“ с дължина 807 м – трета по дължина в Кулско-Белослатинския физико-географски район. В района е било разположено римско селище, известно като „Пецино кале“, в близост до което се намира и много красив водопад.
Водопад „Петров Церак“ е малък водопад с пад на водата около 10 м. Намира се в землището на с. Тополовец, община Кула, област Видин, обявен е за защитена територия със заповед №407 от 07.05.1982 г.
До водопада се стига трудно понеже няма пътека и се намира в почти непроходимо дере. Отправна точка за да се стигне до него, е с. Тополовец. В близост до водопада се намират останките на старинната крепост наричана „Пецино Кале“.
Кастелът в местността „Пецино кале“ се намира на 2,25 км западно от с. Тополовец, разположен на високия ляв бряг на р. Тополовец. Крепостните стени, обрасли плътно с храсти и дървета, заграждат една непристъпна крепост с площ 10 – 12 дка. Вътре е било застроено със сгради. До реката е открито голямо количество желязна сгур. На 200 м източно от кастела, в местността Градището са открити останки от цивилно селище.
По време на колективизацията в града е създадено Трудово кооперативно земеделско стопанство „Червена звезда“. След Кулските събития през март 1951 година 2 семейства (9 души) от селото са принудително изселени от комунистическия режим.

## Население
Преброяване на населението през 2011 г.
Численост и дял на етническите групи според преброяването на населението през 2011 г.:
|                     | Численост | Дял (в %) |
| Общо                | 355       | 100,00    |
| Българи             | 342       | 96,33     |
| Турци               | 0         | 0,00      |
| Цигани              | 0         | 0,00      |
| Други               | 0         | 0,00      |
| Не се самоопределят | 0         | 0,00      |
| Неотговорили        | 12        | 3,38      |

## Културни и природни забележителности
Характерна особеност за едноименната р. Тополовец, че сравнително най-гъсто залесени са средните им части където по средата е и селото, докато долното течение е безлесно. Постепенно, минавайки на изток от р. Видбол, картината се изменя.
Долини и корита на реките Река Тополовец води началото си под връх Връшка чука (692 м) от с. Извор махала. Тук тя се образува от множество малки рекички, които са с чисто планински характер. Специално на тези притоци водосборните области са изцяло залесени, и то главно с високостеблени широколистни гори. Оформената вече р. Тополовец по-нататък протича през почти обезлесени места. Коритото е с много стръмен наклон и с доста стръмни басейнообразуващи склонове. Притоците в тази част на реката са с пороен характер. По коритото на реката се забелязват много смени на наклона и доста малки водопади. Този си планински характер реката запазва чак до м. „Хайдук-чешма", намираща се между селата Долен Бошнак и Градец. Откъм с. Бойница водосборната област на реката се изпъстря с рядка растителност от широколистни гори (предимно дъб). Тази растителност става доста плътна към м. „Хайдук-чешма". като гората запазва характера си по отношение на естеството си. Коритото на реката е покрито с доста камъни (неголеми) и чакъл, пренесени тук от притоците с обезлесени водосборни области. Р. Тополовец приема два главни леви притока, които се събират пред с. Раброво под името р. Рабровска. Единият от тях води началото си от възвишенията над с. Големаново. И той също се образува от множество рекички, характерът на които почти не се различава от този на р. Тополовец. Различие тук е само в залесеността. Деретата са с полузалесени водосборни области предимно букови и дъбови гори. По-надолу откъм с. Бойница водосборната област на реката е почти обезлесена и с много стръмни склонове. Наклонът на реката е сравнително стръмен. Коритото е засипано с доста камъни и чакъл. Разредена залесеност се забелязва в долното течение на реката в близост на сливането ѝ с другия приток и непосредствено пред м. „Хайдук-чешма". Характерът на другия приток, водещ началото си от с. Шишенци е почти като на предишния както във физикогеографско отношение на водосборната област, така и по отношение на залесеността и др. особености. От местността „Хайдук-чешма" надолу по посока на с. Градец реката губи планинския си характер и навлиза в един напълно равнинен терен. Тук реката добива равнинен характер с много малък среден наклон, вследствие на което се е получила доста голяма извитост на реката (меандриране). Този си характер р. Тополовец запазва чак до вливането ѝ в р. Дунав. Тя минава през селата Градец, Раяновци и гр. Видин. В тази част на реката водите текат по-спокойно и коритото на реката е от обикновена почва, без да са налице скални породи или засипване на реката с чакъл и камъни. В долната част на реката е направена корекция в протежение на 1.5 км. За корекцията, която е проведена с помощта на диги, е използван главният отводнителен събирателен канал. с дължина 14 км, който отводнява площ от около 9000 декара. Р. Тополовец при проливни дъждове приижда буйно и след вливането на р. Рабровска и поради ниските брегове и равния терен залива значителни обработваеми площи.
В района на с. Тополовец е било разположено римско селище известно като „Пецино кале“ в близост до което се намира и много красив водопад обявен за природна забележителност със Заповед №407/1982 г. с пад от височина над 6 метра разположен в изключително красива местност.
На землищната граница със с. Дружба и разстояние около 3 км от с. Тополовец е разположена пещерата „Въркан“ с дължина 807 м – трета по дължина в Кулско-Белослатинския физико-географски район.

## Редовни събития
Съборът се провежда на Петдесетница.
По традиция присъства жива музика и ансамбли от селото и съседни до него.

Народно читалище „Светлина 1932“ – с. Тополовец, община Кула, ще отбележи 85-годишнината от основаването си на 27 май. Културното средище, създадено през далечната 1932 г., има богата история и дейност, с които може заслужено да се похвали. След трудните години в края на 20 век, когато средствата за издръжка не достигат, дейността на читалището е ограничена, намалява и броят на читалищните работници. Остава само един щатен служител– секретар-библиотекар. Но читалището продължава да живее и даже постепенно възстановява част от своята дейност.
Има три състава – два за народни танци и една певческа група. Участниците, около 30 на брой са, на възраст от 7 до 70 години и са доволни, че след 20-годишно прекъсване, изявите продължават. Танцовите състави, които представят характерни местни хора, са гостували на празници и фестивали в съседна Сърбия, Румъния, на международния фолклорен събор в Копривщица и в цялата Видинска област.
Освен танците, самодейците представят и автентичните национални костюми от Тополовец, някои от които са на повече от 150 години и се предават от поколение на поколение.
Читалище „Светлина“ наистина е една местна светиня, за която с обич се грижат хората от Тополовец. Грижата личи и от чистата и поддържана сграда, хубавата градинка отпред, добре поддържаната сцена в салона, където се провеждат репетициите на съставите.
Тополовчени с удоволствие очакват празничния концерт по случай 85-годишнината от създаването на читалището на 27 май от 19 часа. Освен изяви на местните състави, празничната програма включва и изпълнения на групи от Кула и с. Иново, награждаване на самодейци и културни деятели.

## Други
В селото освен български език, се ползва и влашки. Няма ромско население.